# Річард Мактаггарт
Річард Мактаггарт (англ. Richard McTaggart; 15 жовтня 1935 — 9 березня 2025) — британський боксер, олімпійський чемпіон 1956 року, бронзовий призер Олімпійських ігор 1960 року, чемпіон Європи серед аматорів.

## Аматорська кар'єра
Олімпійські ігри 1956 (категорія до 60 кг)
- 1/8 фіналу. Переміг Чандрасену Яясурія (Шрі-Ланка)
- 1/4 фіналу. Переміг Андре Вайролатто (Франція)
- 1/2 фіналу. Переміг Анатолія Лагетко (СРСР)
- Фінал. Переміг Гаррі Куршата (Німеччина)

Міжнародна боксерська асоціація AIBA визнала Мактаггарта найтехнічнішим боксером олімпійського турніру 1956 року та вручила йому Кубок Вела Баркера.
На Іграх Співдружності 1958, здобувши три перемоги, став чемпіоном.
На чемпіонаті Європи 1959 програв в першому бою Геннадію Какошкіну (СРСР).
Олімпійські ігри 1960
- 1/16 фіналу. Переміг Боді Сукноя (Таїланд) — 5-0
- 1/8 фіналу. Переміг Едварда Блея (Гана) — 5-0
- 1/4 фіналу. Переміг Френка Келлнера (Угорщина) — 3-2
- 1/2 фіналу. Програв Казимиру Паздзьору (Польща) — 2-3

На чемпіонаті Європи 1961 завоював титул чемпіона, здобувши перемоги над Пертті Пурхоненом (Фінляндія), Гербертом Олеш (НДР), Яношем Кайді (Угорщина) та Петаром Бенедеком (Югославія). Станом на 1 січня 2025 року він залишається єдиним шотландським чемпіоном Європи з боксу.
На Іграх Співдружності 1962, виступаючи в категорії до 63,5 кг, здобув дві перемоги, а у фіналі програв Клементу Кворті (Гана) і отримав срібну медаль.
На чемпіонаті Європи 1963 програв в другому бою Герхарду Дітеру (ФРН).
Олімпійські ігри 1964 (категорія до 63,5 кг)
- 1/16 фіналу. Переміг Джуліана Россі (Австралія) — 5-0
- 1/8 фіналу. Програв Єжи Кулею (Польща) — 1-4

На чемпіонаті Європи 1965 програв в першому бою і завершив виступи.
В 2002 році був одним із перших обраних до Шотландської спортивної зали слави.